# Frits Zernike
Frits Zernike, född 16 juli 1888 i Amsterdam, död  10 mars 1966 i Amersfoort, var en nederländsk fysiker och professor vid universitetet i Groningen.

## Biografi
Zernike var son till Carl Fredrik August Zernike och Antje Dieperink. Båda föräldrarna var lärare i matematik, och han delade speciellt sin fars passion för fysik. Han studerade kemi (huvudämne), matematik och fysik vid universitetet i Amsterdam. År 1912 tilldelades han ett pris för sitt arbete med opalescens i gaser. 
År 1913 blev Zernike assistent till Jacobus Cornelius Kapteyn vid astronomiska laboratoriet universitetet i Groningen och 1914 var han ansvarig tillsammans med Leonard Salomon Ornstein för härledning av Ornstein-Zernike-ekvationen i kritisk punkt-teori. År 1915 fick han en tjänst inom teoretisk fysik vid samma universitet och 1920 befordrades han till professor i teoretisk fysik.
År 1930 forskade Zernike om spektrallinjer och upptäckte att de så kallade streckade linjer, som uppträder till vänster och höger om varje primär linje i spektra skapas med hjälp av ett diffraktionsgitter, och har sin fas förskjuten från den primära linjen med 90 grader. Det var på en fysik- och medicinkongress i Wageningen 1933 som Zernike första gången beskrev sin faskontrastteknik för mikroskopi. Han utökade sin metod till att testa figurer i konkava speglar. Hans upptäckt lade grunden till det första faskontrastmikroskopet, som byggdes under andra världskriget.

## Utmärkelser
Zernike tilldelades Nobelpriset i fysik 1953 för den av honom angivna faskontrastmetoden och särskilt för sin uppfinning av faskontrastmikroskopet.
Nedslagskratern Zernike på månen och asteroiden 11779 Zernike är uppkallad efter honom.